# كأس العالم للرغبي
كأس العالم للرغبي (بالإنجليزية: Rugby World Cup)‏ ، هي بطولة رسمية لرياضة الرغبي، بدأت في أواخر الثمانينات من القرن العشرين، وكان المنتخبات كل من أستراليا ونيوزلندا وجنوب أفريقيا الأكثر متوجا لكأس العالم للرجبي مرتين.

## لمحة تاريخية
أصبح كأس العالم للرغبي، منذ انطلاقه في عام 1987، أحد أكبر الفعاليات الرياضية وأشهرها في جميع أنحاء العالم، فضلاً عن أنه يدر أرباحًا مالية أتاحت للاتحاد الدولي للرجبي إمكانية الاستثمار في تطوير رياضة الرجبي على مستوى العالم.
لقد حضر نحو 1.35 مليون شخص كأس العالم للرجبي لعام 2011 في نيوزيلندا، أي بسعة 87 بالمائة وتجاوز عدد مشاهدي التلفاز 3.9 مليار شخص.
لقد كان كأس العالم للرجبي الثامن في إنجلترا عام 2015 الأكبر حتى الآن، حيث زاد عدد الحضور عن 2474500 شخص طوال الأسابيع الستة للدورة، وقد شاهد المباراة الختامية ما يُقدَّر بنحو 120 مليونًا في جميع أنحاء العالم، مع مشاركة 6000 متطوع وكم هائل من البرامج والمشروعات لتعزيز أثر الفعالية، ومن المتوقع رؤية نقلة جديدة تمامًا في بطولة عام 2019 حيث تستعد اليابان لتكون أول دولة في قارة آسيا تستضيف بطولة رجبي مميزة.

## كأس العالم للرغبي للسيدات
أعظم إنجاز لرياضة الرجبي النسائية هو بطولة 2010 وهي البطولة السادسة بعد أن أقيمت البطولة الأولى لكأس العالم للرجبي النسائي في كارديف عاصمة ويلز في أبريل 1991، وقد أدى نجاح البطولة الأولى إلى وضع الأساسيات اللازمة للمستقبل التي أثبتت قيمة تنظيم بطولة دولية التي تساعد الرجبي النسائي بالتطور إلى يومنا هذا.
لقد شهد كأس العالم للرجبي النسائي في عام 2014 في فرنسا حشودًا غير مسبوقة بالتزامن مع أعداد ضخمة من متابعي التلفاز لمشاهدة المسابقة في باريس. حيث شارك 12 فريقًا واستطاعت إنجلترا الفوز بالكأس في استاد جين بوين، باريس، بعد هزيمة كندا في المباراة النهائية المثيرة. لقد تركت هذه البطولة ذكرى لا تُنسَى في نفوس كل مَن شاهد المباراة، سواءً عبر التلفاز أو من مقاعد الاستاد.

## الألعاب الأولمبية
بعد انتظار طويل، ستظهر منافسات الرجبي السباعي في الأولمبياد، عندما تعاود رياضة الرجبي الانضمام إلى الألعاب الأوليمبية في ريو 2016 تعتبر الرجبي رياضة مناسبة جدًّا للألعاب الأوليمبية، حيث أنها تدعم المبادئ الأوليمبية بفضل مبادئ الرجبي التي صمدت على مر الأوقات التي تدعم اللعب النظيف وتكوين الصداقات. كما تعتبر الرجبي السباعي من الرياضات التي تجتذب الجماهير سواءً جماهير الرجبي أو جماهير الرياضة بشكل عام.
لقد أدى قرار اللجنة الأوليمبية الدولية بإدخال الرجبي السباعي في أولمبياد 2016 و2020 إلى زيادة الدعم الموجه للرجبي بحيث تعمل الاتحادات الوطنية بشكل مقرَّب مع اللجان الأوليمبية الوطنية.
ستقوم الألعاب الأوليمبية للشباب 2014 في نانجينج بإعطاء مشاهدين ومتابعين جدد لمحة عن رياضة الرجبي في الألعاب الأوليمبية، وقد ساهم برنامج “ ابدأ بممارسة الرجبي” بشكل رئيسي في زيادة الاهتمام بالرجبي في المنطقة. وبعد 90 سنة منذ فوز الولايات المتحدة الأمريكية بالميدالية الذهبية، تتطلع الجماهير إلى مهرجان الرجبي في أولمبياد 2016. لمتابعة الأخبار الأوليمبية.

## وصلات خارجية
- الموقع الرسمي
- موقع رياضة الرغبي